# Samoa Americana en los Juegos Olímpicos de Pekín 2008
Samoa Americana estuvo representada en los Juegos Olímpicos de Pekín 2008 por cuatro deportistas, dos hombres y dos mujeres, que compitieron en tres deportes.
La portadora de la bandera en la ceremonia de apertura fue la judoka Silulu A'etonu. El equipo olímpico samoamericano no obtuvo ninguna medalla en estos Juegos.